# Абзаевский сельсовет
Абзаевский сельсовет — муниципальное образование в Кигинском районе Башкортостана.
Административный центр — село Абзаево.

## История
Согласно «Закону о границах, статусе и административных центрах муниципальных образований в Республике Башкортостан» имеет статус сельского поселения.
Закон Республики Башкортостан «Об изменениях в административно-территориальном устройстве
Республики Башкортостан, изменениях границ и преобразованиях муниципальных образований в Республике Башкортостан», ст. 1, ч.186 (часть сто восемьдесят шестая введена Законом РБ от 20.07.2005 № 211-З) гласит:

186. Изменить границы Абзаевского сельсовета и Леузинского сельсовета Кигинского района, передав деревню Алагузово Леузинского сельсовета в состав Абзаевского сельсовета.

## Население
| 2002  | 2009  | 2010  | 2012  | 2013  | 2014  | 2015  |
| ----- | ----- | ----- | ----- | ----- | ----- | ----- |
| 1302  | ↗1342 | ↘1337 | ↘1286 | ↘1254 | ↘1226 | ↘1178 |
| 2016  | 2017  | 2018  |       |       |       |       |
| ↘1150 | ↘1118 | ↘1083 |       |       |       |       |

## Состав сельского поселения
| № | Населённый пункт | Тип населённого пункта       | Население |
| - | ---------------- | ---------------------------- | --------- |
| 1 | Абзаево          | село, административный центр | ↘558      |
| 2 | Алагузово        | деревня                      | ↘554      |
| 3 | Масяково         | деревня                      | ↗225      |

## Известные уроженцы и жители
- Адигамов, Ильдус Анасович (род. 18 июня 1951) — башкирский государственный деятель, учёный и преподаватель высшей школы.
- Гибадуллин, Миннитагир Гибадуллинович (29 декабря 1898 — 19 апреля 1982) — писатель-сказочник, участник башкирского национального движения[12].
- Сафина, Миндигаян Миндиахметовна (род. 2 июля 1951) — актриса-кукловод Башкирского государственного театра кукол, член Союза театральных деятелей (1980), Народная артистка РБ (1999)[13][14].